# ACCO Brands
ACCO Brands Corporation is een Amerikaanse producent van kantoorartikelen en het moederbedrijf van Kensington, Rexel en GBC. Het bedrijf werd in 2005 opgericht na de fusie tussen ACCO World, Fortune Brands en General Binding Corporation.
ACCO Brands staat ingeschreven op de New York Stock Exchange onder ABD. Het hoofdkantoor bevindt zich in Lincolnshire, Illinois. Europese kantoren zitten in Born en Aylesbury, waar de laatste plaats als Europees hoofdkantoor fungeert.